# Берёзовка (приток Паозера)
Берёзовка — река в России, протекает. главным образом, в Шабалинском районе Кировской области (исток и первые несколько сот метров течения находятся в Поназыревском районе Костромской области). Устье реки находится в 8,8 км по левому берегу реки Паозер. Длина реки составляет 21 км, площадь водосборного бассейна 84,8 км².
Исток реки находится в Костромской области в 14 км к юго-востоку от поселка Полдневица, но уже через несколько сот метров после истока река перетекает в Кировскую область. Течёт на восток, в стреднем течении вблизи реки деревни Пестово и Попиха. Впадает в Паозер у деревни Медведково.

## Данные водного реестра
По данным государственного водного реестра России относится к Верхневолжскому бассейновому округу, водохозяйственный участок реки — Ветлуга от истока до города Ветлуга, речной подбассейн реки — Волга от впадения Оки до Куйбышевского водохранилища (без бассейна Суры). Речной бассейн реки — (Верхняя) Волга до Куйбышевского водохранилища (без бассейна Оки).
По данным геоинформационной системы водохозяйственного районирования территории РФ, подготовленной Федеральным агентством водных ресурсов:
- Код водного объекта в государственном водном реестре — 08010400112110000040779
- Код по гидрологической изученности (ГИ) — 110004077
- Код бассейна — 08.01.04.001
- Номер тома по ГИ — 10
- Выпуск по ГИ — 0